# Elaphropus
Elaphropus är ett släkte av skalbaggar som beskrevs av Victor Ivanovitsch Motschulsky 1862. I den svenska databasen Dyntaxa används istället namnet Tachyura. Elaphropus ingår i familjen jordlöpare.

## Dottertaxa tillElaphropus, i alfabetisk ordning[1][2]
- Elaphropus anceps
- Elaphropus anthrax
- Elaphropus brevis
- Elaphropus brunnicollis
- Elaphropus cockerelli
- Elaphropus congener
- Elaphropus conjugens
- Elaphropus dedulus
- Elaphropus dolosus
- Elaphropus fatuus
- Elaphropus ferrugineus
- Elaphropus fuscicornis
- Elaphropus granarius
- Elaphropus incurvus
- Elaphropus levipes
- Elaphropus liebecki
- Elaphropus monticola
- Elaphropus nebulosus
- Elaphropus obesulus
- Elaphropus occultus
- Elaphropus parvicornis
- Elaphropus parvulus
- Elaphropus renoicus
- Elaphropus rubricauda
- Elaphropus saturatus
- Elaphropus sectator
- Elaphropus tahoensis
- Elaphropus tripunctata
- Elaphropus vermicatus
- Elaphropus vivax
- Elaphropus xanthopus